# 浄空院
淨空院（じょうくういん）は、埼玉県東松山市にある曹洞宗の寺院。

## 歴史
961年（応和2年）、慈恵大師良源によって開山された。その後、元亀・天正年間（1570年 - 1592年）に、これまでの天台宗から曹洞宗に転宗した。
1593年（文禄2年）、徳川家康の家臣菅沼定吉は、永平寺から喚龍善応を招聘して中興した。その際に「法勝寺」から「淨空院」に改称された。以降、旗本菅沼氏の菩提寺となった。
現在は、曹洞宗における参禅道場として、一般の坐禅希望者を受け入れている。

## 文化財
- 浄空院本堂（東松山市指定文化財 昭和55年1月10日指定）[3]
- 浄空院庫裡（東松山市指定文化財 昭和55年1月10日指定）[3]
- 浄空院禅堂（東松山市指定文化財 昭和55年1月10日指定）[3]
- 菅沼氏一族の墓（東松山市指定文化財 昭和55年1月10日指定）[3]

## 交通アクセス
- つきのわ駅より徒歩37分。